# Henk Fraser
Hendrikus „Henk“ Fraser (* 7. Juli 1966 in Paramaribo, Suriname) ist ein ehemaliger niederländischer Fußballspieler mit surinamischen Wurzeln.

## Karriere
Fraser spielte für folgende Vereine: Sparta Rotterdam (1984–86), FC Utrecht (1986–88), Roda Kerkrade (1988–90) und Feyenoord Rotterdam (1992–1999). Mit Feyenoord wurde er zwei Mal niederländischer Meister (1993 und 1999).
Für die niederländische Nationalmannschaft stand er sechsmal auf dem Platz.
Nach seiner Karriere arbeitete er zunächst als Jugendtrainer bei Feyenoord. Von 2007 bis 2009 war er Cotrainer bei ADO Den Haag, anschließend trainierte er in Eindhoven die B1- und die A1-Jugend von PSV. Zur Saison 2011/12 kehrte er zurück zu ADO Den Haag, wo er als Cotrainer von Maurice Steijn tätig wurde. Im Februar 2014 löste er Steijn nach dessen Entlassung als Cheftrainer ab. 2016 wechselte er als Nachfolger von Rob Maas zur SBV Vitesse nach Arnhem und erhielt dort einen Zweijahresvertrag. 2018 ging er schließlich zu Sparta Rotterdam. 2021 wurde er Co-Trainer von Louis van Gaal bei der niederländischen Fußballnationalmannschaft.
Im April 2022 gab der FC Utrecht die Verpflichtung Frasers als neuen Trainer zur Saison 2022/23 bekannt. Am 24. April 2022 trat Fraser als Trainer von Sparta zurück, nachdem sein Assistenz-Trainer Rankovic entlassen worden war. Im Sommer begann Fraser sein Engagement in Utrecht. Nach einer tätlichen Auseinandersetzung zwischen ihm und dem Spieler Amin Younes im Training verließ Fraser den Klub am 14. Dezember 2022.
Im Sommer 2023 wurde Fraser Trainer bei RKC Waalwijk. Nach zwei Jahren verließ er den Verein wieder.